# Jack McDevitt
John Charles McDevitt (Filadelfia, 14 de abril de 1935), que habitualmente firma sus libros con el nombre literario de Jack McDevitt, es un escritor estadounidense de ciencia ficción ganador de un premio John W. Campbell Memorial y de un premio Nébula. Sus obras tratan frecuentemente sobre contactos con especies extraterrestres, y sobre arqueología y exoarqueología.

## Biografía
Nació en Filadelfia (Pensilvania). Desde su infancia fue un gran aficionado de la ficción especulativa.[cita requerida] Estudió en la Universidad de la Salle de Filadelfia, donde obtuvo su grado en letras (B.A.) en 1957. Entre 1958 a 1962 sirvió en la Marina de los Estados Unidos. Posteriormente, comenzó a trabajar como profesor de educación secundaria. Se casó con Maureen McAdams en 1967, con la que tuvo tres hijos. En 1971 obtuvo una maestría en literatura en la Universidad Wesleyana. A partir de 1975, y hasta su jubilación en 1995, McDevitt trabajó para el Servicio de Aduanas de los Estados Unidos. Animado por su mujer, comenzó su carrera como escritor en 1980 cuando contaba con cuarenta y seis años.[cita requerida] En 2005, McDevitt su archivo completo al departamento de libros raros y colecciones especiales de la Universidad del Norte de Illinois.[cita requerida]
Actualmente reside en el sur de Georgia (Estados Unidos), cerca de la localidad de Brunswick.

## Carrera literaria
Su primera historia publicada fue "The Emerson Effect", que apareció en la revista The Twilight Zone Magazine en 1981. Cinco años más tarde, publicó su primera novela El texto de Hércules ✍ (1986), a propósito del descubrimiento de una señal de origen inteligente cuyas repercusiones amenazan la existencia humana. Esta novela marcó el tono de mucha de la obra posterior de McDevitt, focalizadas en el tema del "primer contacto". La novela fue muy bien recibida, siendo finalista del premio Philip K. Dick y ganando el premio Locus a la mejor primera novela.
Su siguiente novela, Un talento para la guerra ✍ (1989), inaugura su serie de aventuras alrededor del personaje de Alex Benedict. La novela Las máquinas de Dios ✍ (1994) daría comienzo a su otra gran serie, la protagonizada por Priscilla "Hutch" Hutchins. 
En ella, McDevitt introduce por primera vez en su obra la idea de un universo antiguamente lleno de vida inteligente, pero en el que los humanos solo encuentran los restos de su tecnología abandonada. En 1996 apareció su primera colección de ficción breve bajo el título de Standard Candles (en) ✍, recopilando sus 16 de sus relatos publicados entre 1982 y 1996. Otras novelas publicadas durante esa etapa inicial son Ancient Shores ✍ (1996), Eternity Road ✍ (1997), Moonfall (1998) e Infinity Beach ✍ (2000).

## Obras
Novelas
Serie de Alex Benedict:
1. Un talento para la guerra (A Talent for War, 1989). Ediciones B/Nova, 1993; La Factoría de Ideas, 2010.
2. Polaris (Polaris, 2004). La Factoría de Ideas, 2011.
3. Última misión: Margolia (Seeker, 2005) La Factoría de Ideas, 2012.
4. The Devil's Eye (2008)
5. Echo (2010)
6. Firebird (2011)
7. Coming Home (2014)
8. Octavia Gone (2019)[4]

Serie de Priscilla "Hutch" Hutchins:
1. Las máquinas de Dios (The Engines of God, 1995). La Factoría de Ideas, 2001 y 2006.
2. Deepsix (Deepsix, 2000). La Factoría de Ideas, 2003.
3. Chindi (Chindi, 2002). La Factoría de Ideas, 2004.
4. Omega (Omega, 2003). La Factoría de Ideas, 2006.
5. Odisea (Odyssey, 2006). La Factoría de Ideas, 2008.
6. Cauldron (Cauldron, 2007). La Factoría de Ideas, 2011.
7. StarHawk (2013)
8. The Long Sunset (2018)

Serie Ancient Shores:
1. Ancient Shores (1996)
2. Thunderbird (2015)

Novelas independientes:
- El texto de Hércules (The Hercules Text, 1986). Ediciones B/Nova, 1991.
- Eternity Road (1997)
- Moonfall (1998)
- Infinity Beach (2000)
- Time Travellers Never Die (2009)
- The Cassandra Project (2012, junto a Mike Resnick).

Colecciones de relatos
- Standard Candles (1996)
- Ships in the Night (2005)
- Outbound (2006)
- Cryptic: The Best Short Fiction of Jack McDevitt (2009)
- A Voice in the Night (2018)

## Premios
- Premio UPC de 1992 a la novela Naves en la noche.
- Premio John W. Campbell Memorial de 2004 a la novela Omega.
- Premio Nébula a la mejor novela de 2006 a la novela Seeker.